# Leucophora depressa
Leucophora depressa är en tvåvingeart som först beskrevs av Malloch 1918.  Leucophora depressa ingår i släktet Leucophora och familjen blomsterflugor. Inga underarter finns listade i Catalogue of Life.